# PCLinuxOS
A PCLinuxOS (röviden PCLOS) egy x86-64-es architektúrájú Linux-disztribúció, alapból KDE Plasma, MATE és Xfce grafikus környezettel. Első verzióját 2003-ban adták ki, elsősorban egy könnyen használható operációs rendszernek szánták személyi számítógépekhez. Gördülő kiadás rendszerű frissítése van.

## Története
2003 nyarán Bill Reynolds (Texstar) elkezdett érdeklődni a LiveCD technológia iránt. Inspirálta a MEPIS disztribúció, de nem volt jártas a .deb fájlok csomagolásában, ugyanakkor az .rpm csomagok készítésében már nagy tapasztalatot szerzett, mivel korábban sok éven át nem hivatalos, harmadik féltől származó tárolót biztosított a Mandrake felhasználóinak. Véletlenül futott össze Jaco Greef-el, aki az mklivecd szkriptet fejlesztette és portolta Mandrake Linuxra. Buchanan Milne-nel (A Mandrake egyik közreműködőjével) és néhány társukkal együtt elkezdtek dolgozni Jaco szkriptjeinek hibakeresésén, javításán. Texstar-nak támadt egy ötlete, hogy a szórakozás kedvéért készítsen egy LiveCD-t a Mandrake Linux 9.2-re. Mivel a Mandrake védjegyoltalom alatt álló név volt, a többiekkel együtt úgy döntöttek, hogy a livecd-t híroldalukról és fórumukról a pclinuxonline-ról nevezik el, így lett PCLinuxOS. Texstar első kísérlete a Preview .3 volt LiveCD készítésére (rövidítve: P.3). Kezdetben kb. 20 embernek osztotta ki, hogy reakciókat és visszajelzéseket kapjon. Mindenki, aki tesztelte szerette a LiveCD-t, de egy dolog hiányzott, nem lehetett merevlemezre telepíteni. srlinuxx a tuxmachines.org oldalról egy újszerű módszert talált a LiveCD merevlemezre másolására, amit megosztott a PCLinuxOS fejlesztőivel a fórumon. Jaco felhasználva ezeket az információkat, valamint a MEPIS telepítőjétől kapott ötleteit, írt egy scriptet, hogy telepíthetővé tegye a LiveCD-t. Így született meg az új disztribúció.